# ブラヒム・ガリ
ブラヒム・ガリ（アラビア語: إبراهيم غالي, Ibrāhīm Ġālī, 1949年8月19日 - ）は、サハラ・アラブ民主共和国の政治家、軍人。同国の駐アルジェリア大使や駐スペイン大使を経て、2016年に大統領に就任した。
サフラウィー人の民族自決、モロッコからの独立運動において重要な役割を果たし、サギア・エル・ハムラおよびワーディー・エル・ダーハブ解放運動の設立や1970年のスペインに対するゼムラ蜂起、1973年のポリサリオ戦線結成、1976年のサハラ・アラブ民主共和国の「建国」のいずれにも参画した。国際連合西サハラ住民投票ミッション (MINURSO) の設立にも関与している。

## 経歴
スマラ出身。1960年代末にスペイン領サハラの補助部隊トロパス・ノマダスに入隊し、スマラで行政の仕事にあたった。その一方でムハンマド・バシリなど、サフラウィー人の政治指導者らと会合を重ね、1969年に共同でサギア・エル・ハムラおよびワーディー・エル・ダーハブ解放運動を設立。ゼムラ蜂起の引き金となった、1970年6月16日の解放運動によるアイウンでのデモにも参加した。その日の夜間にスペイン軍に拘束され、政治活動を理由に懲役1年の判決を受けた。1971年に解放されたが、1972年にもデモに参加したかどで短期間拘束された。
1973年のポリサリオ戦線結成にも参画し、常任委員会の初代総書記に収まった。エルワリ・ムスタファ・サイードとともに、スペイン軍の砂漠の駐屯地に対して初めてポリサリオ戦線として起こした軍事行動「エル＝ハンガの襲撃」を率い、駐屯地を奪取して武器や装備品を奪取することに成功した。1974年にエルワリがポリサリオ戦線の総書記となると、その軍事部門であるサフラウィー人民解放軍の指揮官に転じた。
1975年10月22日にはエルワリとマフムード・アリ・ベイバの3人で、スペイン総督のフェデリコ・ゴメス・デ・サラザール将軍と会見した。スペイン当局とポリサリオ戦線の代表による公式の会見は、これが初めてであった。しかし、交渉はまもなく決裂し、アイウンに夜間外出禁止令が敷かれた10月29日に設定されたゴメス・デ・サラザールとの再度の会見には同席しなかった。
1976年3月4日にはサハラ・アラブ民主共和国の初代国防相に指名され、2月27日にビル・ラフルーで就任を宣言した。第二軍管区総司令官に転じる1989年まで、国防相に在任した。
2016年7月9日にアルジェリアのティンドゥフにあるサフラウィー人難民キャンプで行われた選挙で、サハラ・アラブ民主共和国の次期大統領および総書記に選出された。その結果、同年5月31日に死去したムハンマド・アブデルアズィーズの後任として就任した。2019年6月には大統領としてナイジェリアを訪問し、首都アブジャで大統領ムハンマド・ブハリと会談した。
2023年1月20日にサハラ・アラブ民主共和国の大統領兼総書記に再選された。しかし、このときのガリの得票率は、当選した歴代大統領のうち最も低く、反対に落選したバシル・ムスタファ・サイードの得票率は歴代落選者のうちで最も高かった。